# 14424 Laval
14424 Laval è un asteroide della fascia principale. Scoperto nel 1991, presenta un'orbita caratterizzata da un semiasse maggiore pari a 3,1472695 UA e da un'eccentricità di 0,1203206, inclinata di 21,74059° rispetto all'eclittica.